# La fosa de agua
La fosa de agua: Desapariciones y feminicidios en el río de los Remedios es un libro de periodismo de investigación escrito por la periodista mexicana Lydiette Carrión. Publicado en 2018, documenta casos de desaparición y asesinato de jóvenes en el Estado de México, exponiendo las fallas institucionales ante la violencia de género. La obra ha sido reconocida por su rigor periodístico y su contribución a visibilizar la problemática de los feminicidios en México.

## Sinopsis
El libro documenta al menos diez casos de adolescentes desaparecidas en municipios del Estado de México (principalmente Ecatepec de Morelos y Tecámac) entre 2011 y 2013, la mayoría de ellas estudiantes de secundaria o preparatoria. A través de los testimonios de las madres de las víctimas, Carrión narra la odisea de la búsqueda: desde la denuncia inicial, pasando por el peregrinar entre autoridades, hasta —en algunos casos— la localización de los cuerpos de las jóvenes. La autora expone la precariedad de las investigaciones policiales, caracterizadas por un sistema burocrático, corrupto e ineficaz que con frecuencia omite diligencias básicas. Asimismo, revela la revictimización que sufrieron las familias por parte de las autoridades, quienes tendían a minimizar las desapariciones o culpar a las propias víctimas con estereotipos.
Con el avance de la investigación, el relato muestra que varias de estas desapariciones terminaron vinculándose a una banda delictiva local liderada por Erick Sanjuán Palafox, alias “El Mili”, cuyos integrantes fueron detenidos en 2014 y acusados de feminicidio y narcomenudeo (venta de droga a pequeña escala) tras un proceso plagado de irregularidades. No obstante, La fosa de agua deja abiertas importantes interrogantes sobre la magnitud real de la violencia: ¿cuántos de los feminicidios y desapariciones de la zona pueden atribuirse realmente a la banda del Mili? ¿Reveló este caso la existencia de un tipo de crimen organizado más sádico y extendido? ¿Quiénes siguen perpetrando desapariciones en el área a pesar de las detenciones?. Estas preguntas subrayan que la problemática trasciende a los culpables identificados, insinuando fallas sistémicas en la protección de las mujeres.

## Contexto temático
La obra se enmarca en la crisis de violencia de género en México, con énfasis en el Estado de México, entidad que por varios años ha encabezado las estadísticas nacionales de feminicidios y desapariciones de mujeres. Tan solo en 2017, el Estado de México registró 301 feminicidios (el número más alto del país ese año) y alrededor de 1,790 mujeres desaparecidas, de las cuales más del 60% tenían entre 10 y 29 años. Los casos investigados por Carrión se sitúan en la zona conurbada al noreste de la Ciudad de México, principalmente en Ecatepec y Tecámac, por donde corre el contaminado río de los Remedios. Este cauce (un canal de desagüe que atraviesa colonias populares de Ecatepec, Nezahualcóyotl y otros municipios) llegó a ser utilizado por la delincuencia para desechar restos humanos, convirtiéndose en una especie de “fosa” clandestina de agua. De ahí proviene el título del libro, aludiendo a la macabra función del río como depósito de evidencias de crímenes.
Las víctimas cuyos casos se relatan en La fosa de agua son niñas y jóvenes de 12 a 19 años, habitantes de barrios periféricos de la región. En muchos de estos casos se repiten patrones de violencia: las chicas fueron privadas de la libertad al salir de sus casas rumbo a la escuela, a la tienda o a visitar amigas; posteriormente se supo que sufrieron agresiones sexuales, tortura y finalmente fueron asesinadas, apareciendo sus cuerpos en el río de los Remedios o en lotes baldíos tiempo después. Las investigaciones oficiales (cuando ocurrieron) indicaron posibles vínculos con redes criminales locales dedicadas a delitos como la trata de personas, extorsión y narcomenudeo, es decir, pequeñas células de crimen organizado que operaban en la zona y captaban a víctimas vulnerables. Carrión destaca también la complicidad y omisión de autoridades en estos crímenes: desde policías que ignoraron denuncias hasta funcionarios cuyos actos negligentes o corruptos entorpecieron las búsquedas. El libro coloca estos casos en el contexto de un “continuum” de violencia machista normalizada en la sociedad local –que va desde el acoso callejero y la violencia doméstica hasta expresiones extremas como el feminicidio serial colectivo– aunado a condiciones de marginalidad social. Las zonas donde ocurrieron los hechos se describen como comunidades sumidas en la pobreza, la falta de tejido social y la impunidad, un entorno que facilita la vulnerabilidad de las jóvenes y la ausencia de protección efectiva por parte del Estado.

## Recepción y crítica
La publicación de La fosa de agua generó amplio reconocimiento en medios periodísticos y círculos académicos, destacándose su aporte para visibilizar la violencia feminicida. La revista mexicana Siempre! elogió la obra como un “valiente trabajo periodístico” que condensa el exhaustivo resultado de seis años de documentación de casos desgarradores en las inmediaciones del río de los Remedios. En el portal Chilango, la escritora Karen Villeda confesó que la lectura del libro la “transformó” y afirmó: “Este libro duele. Y mucho”, aludiendo a la profunda conmoción que produce conocer los testimonios de las familias y la crudeza de los hechos narrados. Villeda destacó el sentimiento de indignación que deja la obra frente a la indiferencia institucional retratada, señalando que La fosa de agua evidencia cómo “nadie hace nada en este país por las mujeres, todo lo tenemos que hacer por nosotras mismas”, en referencia a la necesidad de la organización y resiliencia de las propias víctimas y sus allegados ante la falta de apoyo de las autoridades.
En el ámbito académico, La fosa de agua ha sido objeto de análisis positivos por su rigor y enfoque de derechos humanos. Una reseña publicada en la revista Alegatos (de la Universidad Autónoma Metropolitana) califica el libro como una “denuncia pública” cuidadosamente construida, ya que Carrión documenta a detalle el trato deficiente que las familias de las víctimas recibieron de las autoridades. Este análisis señala cómo, pese a marcos legales vigentes (como la Alerta Ámber y la tipificación del feminicidio), se observa una falta de debida diligencia en las investigaciones: la obra recoge testimonios de madres enfrentadas a comentarios revictimizantes de agentes del Ministerio Público –“se escapó con el novio”, “ya volverá”, “¿para qué la busca, si ya está muerta?”– que reflejan estereotipos de género arraigados en la cultura institucional. Las autoras de la reseña académica subrayan que Carrión logra desmontar la noción simplista de un “monstruo” individual detrás de los crímenes, demostrando en cambio la existencia de múltiples células criminales operando en la zona con patrones similares de violencia. Asimismo, concluyen que el libro pone en evidencia que el sistema de justicia penal mexicano actúa de forma patriarcal, es decir, sin capacidad ni voluntad reales para proteger la vida de las mujeres, perpetuando la impunidad. Este respaldo académico reconoce el valor de La fosa de agua como herramienta para comprender la estructura sistemática de la violencia feminicida y la necesidad de reformar las instituciones encargadas de prevenirla y sancionarla.

## Impacto y repercusiones
Desde su publicación, La fosa de agua ha contribuido a fomentar el debate público y la concientización en torno a la violencia contra las mujeres en México. En el ámbito institucional, el libro fue incorporado por la Suprema Corte de Justicia de la Nación en su Círculo de lectura con perspectiva de género, un programa de formación para personal judicial. En las sesiones dedicadas a la obra se discutió la normalización social de la violencia , y se plantearon cuestionamientos sobre cómo asegurar que las autoridades apliquen la justicia con perspectiva de género en casos de feminicidio y desaparición. La propia Corte, a través de su Dirección de Igualdad de Género, enfatizó temas que surgen de la lectura del libro, como la necesidad de romper con la revictimización de las mujeres (ejemplificada en frases como “se fue con el novio” usadas para descartar investigaciones serias) y de fortalecer los mecanismos de prevención de la violencia contra las mujeres desde el Estado. Esto indica que la obra ha servido como referencia en la capacitación y sensibilización de operadores de justicia, abonando a una reflexión crítica dentro del poder judicial.
En el terreno de la sociedad civil y la educación, La fosa de agua también ha tenido un efecto tangible. Algunos docentes de bachillerato en México han utilizado el libro en las aulas para generar conciencia entre sus estudiantes jóvenes sobre la realidad de los feminicidios. Lydiette Carrión relató que, para su sorpresa, una profesora le compartió fotografías donde adolescentes de 15 a 17 años leían La fosa de agua en voz alta durante clase. En otra ocasión, un padre de familia llevó a su hija de 13 años a una presentación del libro y pidió a la autora que se lo dedicara, con la intención de que la joven –y sus hermanas– comprendieran por qué él era tan estricto en sus medidas de cuidado hacia ellas. Estas anécdotas reflejan cómo la obra ha sido empleada como herramienta de prevención y diálogo en círculos familiares y educativos, para explicar la gravedad de la violencia de género a las nuevas generaciones.
Frente a este inesperado público juvenil, Carrión ha reflexionado sobre el equilibrio entre alertar y atemorizar. Reconoce que el miedo puede funcionar parcialmente como método de protección –“estas cosas sí pasan; es necesario cuidarse” escribe– pero advierte que un temor excesivo puede paralizar y obstaculizar una vida plena. Sobre todo, enfatiza que la seguridad no puede depender únicamente de esfuerzos individuales o familiares, sino de la construcción de una comunidad solidaria. La autora subraya la importancia de recuperar el tejido social para que la protección sea colectiva, rompiendo la cultura de culpabilizar a las víctimas y la apatía ante la violencia. La fosa de agua transmite, en última instancia, la idea de que “todos podemos ser víctimas” y que solo mediante la empatía y la acción comunitaria se puede afrontar eficazmente la epidemia de feminicidios. Este mensaje ha resonado en lectores y lectoras, contribuyendo a un cambio de percepción: del “a mí no me va a pasar” hacia la comprensión de que la violencia contra las mujeres es un problema que incumbe y afecta a toda la sociedad.